# Paglat
Paglat is een gemeente in de Filipijnse provincie Maguindanao op het eiland Mindanao. Bij de laatste census in 2007 had de gemeente ruim 23 duizend inwoners.

## Geografie

### Bestuurlijke indeling
Paglat is onderverdeeld in de volgende 8 barangays:
| - Campo - Damakling - Damalusay - Kakal - Paglat - Salam - Tual - Upper Idtig |